# کسمه‌تپه (بسنی)
کسمه‌تپه (به ترکی استانبولی: Kesmetepe) (به کردی: Mêmalî) یک منطقهٔ مسکونی در ترکیه است که در بسنی واقع شده‌است.